# Mukattam
Mukattam, Dżabal al-Mukkatam (ar.: جبل المقطم) – wzgórze w południowo-wschodniej części egipskiego Kairu.
Pod wzgórzem w dzielnicy Zabbalin (ar.: الزبالين az-zabbālīn), zwanej Miastem Śmieciarzy żyje kilkadziesiąt tysięcy wyrzuconych kiedyś z miasta na pustynię najuboższych ludzi. Zajmują się oni segregacją śmieci, które zwożą wózkami z całej metropolii. Jest to duża dzielnica umiejscowiona na wielkiej stercie gnijących odpadów, w której następuje ręczna segregacja.
U stóp wzgórza w kamieniołomach Tura od czasów faraońskich wydobywa się wapień, z którego m.in. pochodziły bloki na okładziny piramid w Gizie, obecnie produkuje się tu również cement. We wschodniej części wzgórza znajduje się tzw. skamieniały las. 
We wrześniu 2008 roku zginęło oficjalnie 119 osób zamieszkujących slumsy w dzielnicy pod górą Mukattam, gdy runęły na nich olbrzymie bloki skalne.